# Dasiops frieseni
Dasiops frieseni är en tvåvingeart som beskrevs av Allen L.Norrbom och Mcalpine 1997. Dasiops frieseni ingår i släktet Dasiops och familjen stjärtflugor. Inga underarter finns listade i Catalogue of Life.